# Ложниця, Маколе
Ложниця (словен. Ložnica) — поселення в общині Маколе, Подравський регіон‎, Словенія.